# News!
News! (с англ. — «Новости!») — четвёртый студийный альбом российского певца Шуры, выпущенный в ноябре 2003 года на лейблах «Пролог-Мьюзик» и RDM.

## Об альбоме
В 1997—1998 годах Шура выпустил два альбома Shura и Shura 2 в сотрудничестве с композитором Павлом Есениным, а в 2001 году выпустил третий альбом «Благодарю. Второе дыхание» в сотрудничестве с продюсером Юрием Никитиным. Альбом News! является четвёртым по счёту. Для работы над этим альбомом Шура пригласил продюсера Виталия Богомолова и композитора Евгения Курицына. Слова к нескольких песням написал сам Шура, а к другим — Евгений Курицын и Константин Арсенев, сотрудничавший с разными исполнителями и группой «Иванушки International».
К 2003 году начался спад популярности Шуры, отчего альбом не имел большого коммерческого успеха, среди причин СМИ назвали: отсутствие интересных песен, частые скандалы, пагубные привычки исполнителя и появление передних зубов, а также то, что отечественная эстрада уже переполнилась певцами по типу Шуры.
Был снят видеоклип на песню «Скажи, пожалуйста: „Алло!“», в котором есть отсылки к клипу «Отшумели летние дожди».

## Отзывы критиков
Алексей Мажаев из InterMedia заявил, что ныне певец Шура вызывает не больше эмоций, чем какой-нибудь артист второго эшелона, а качество музыкального нового материала не позволяет уверовать в светлые перспективы возвращения Шуры на попс-Олимп. Он отметил, что с окончанием сотрудничества с Есениным Шура лишился модного и современного репертуара, а потолком композитора Курицына и поэта Арсенева в этом альбоме оказались композиции очень среднего эстрадного уровня, хотя Шура-композитор старательно эксплуатирует находки своих былых удачных песен, подтверждая, что копия редко бывает лучше оригинала, единственная же причина слушать данный диск, по мнению Мажаева, — именно Шура-поэт: «Очень откровенно, но до чего ж коряво!».

## Список композиций
1. «Скажи, пожалуйста: „Алло!“» — 2:35
2. «Кружится-вертится» — 3:33
3. «Годик» — 3:36
4. «Мама, йо!» — 3:03
5. «Мира и добра (Твори добро 2)» — 3:37
6. «По щекам» — 3:52
7. «Снег с дождём» — 4:03
8. «Твой мир» — 4:41
9. «Всё не так» — 3:40
10. «Папа» — 2:14
11. «Хочется любить» — 3:50
12. «Who is любовь?» — 3:52

## Участники записи
- Александр Медведев (Шура) — музыка, слова (1, 3-6, 9-12)
- Евгений Курицын — музыка, слова, аранжировка (2, 7-9)
- Константин Арсенев — слова (7)
- Виталий Богомолов — выпускающий продюсер
- Владислав Волегов — дизайн

Все данные взяты из аннотации к альбому.

## Видеоклипы
- «Скажи, пожалуйста: „Алло!“» (реж. Евгений Курицын)[5]